# Ana V. Petrova
Ana V. Petrova ( n. 1940 ) es una botánica búlgara. Realizó extensas recolecciones de la flora de Bulgaria, encontrándose duplicados de sus especímenes en Royal Botanic Gardens, Kew (K). Ha desarrollado actividades académicas en el Instituto de Botánica, en la Academia Búlgara de Ciencias

## Algunas publicaciones
- stefan ivanov Kožuharov, ana v. Petrova. 1974. IOPB Chromosome numbers reports XLIV. Taxon 23:373-380

### Libros
- ana v. Petrova. 1987. Almanach na Instituta po Botanika s Botaničeska Gradina pri Bălgarska Akademija na Naukite. Autores Institut po Botanika s Botaničeska Gradina (Sofija). Editor Stefan I. Kožucharov. 359 pp.

- La abreviatura «Petrova» se emplea para indicar a Ana V. Petrova como autoridad en la descripción y clasificación científica de los vegetales.[3]